# Dave Foley
Pour les articles homonymes, voir Foley.
Dave Foley est un acteur, scénariste, réalisateur, producteur et monteur canadien né le 4 janvier 1963 à Etobicoke (Canada).

## Filmographie

### Séries télévisées
Dans la série NewsRadio (1995-1999), il joue le rôle d'un directeur de la station de radio WNYX à New-York.
Il joue un psychologue dans la série Scrubs. Il joue le petit ami de Jack dans la série Will et Grace depuis la saison 6.
Et plus récemment, il incarne le docteur Fulton dans la série The Middle.

### Comme acteur
- 1986 : High Stakes : Bo Baker
- 1987 : Anne of Green Gables: The Sequel (TV) : Lewis Allen
- 1987 : The Prodigious Hickey (TV) : Welsh Rabbit / Old Ironsides / Smith
- 1987 : L'Emprise du mal (Echoes in the Darkness ) (TV)
- 1987 : Trois Hommes et un bébé (3 Men and a Baby ou Three Men and a Baby) : Grocery Store Clerk
- 1988 : The Kids in the Hall (série télévisée) : Various characters
- 1994 : It's Pat : Chris
- 1995- 1999 : News Radio (série télévisée) : Dave Nelson
- 1996 : Kids in the Hall: Brain Candy : Marv / Psychiatrist / New guy / Raymond Hurdicure
- 1997 : The Wrong Guy : Nelson Hibbert
- 1997 : Hacks : Neal
- 1997 : Hé Arnold ! (Hey Arnold!) (série télévisée) : Peddler (voix)
- 1998 : De la Terre à la Lune (feuilleton TV) : Astronaut Al Bean
- 1998 : 1 001 Pattes (A Bug's Life) : Flik (voix)
- 1999 : It's Tough to Be a Bug : Flik (voix)
- 1999 : Première Sortie (Blast from the Past) : Troy
- 1999 : South Park, le film ( 	South Park: Bigger Longer and Uncut) : The Baldwin Brothers (voix)
- 1999 : Barney (série télévisée) : Flik (voix)
- 1999 : Dick : Les Coulisses de la présidence (Dick) : Bob Haldeman
- 1999 : Toy Story 2 : Flik the Ant (voix)
- 2000 : Tom Sawyer : Flik (voix)
- 2000 : CyberWorld : Hank the Technician (voix)
- 2001 : What's Up, Peter Fuddy? (TV) : Peter Fuddy
- 2001 : Monkeybone : Herb
- 2001 : Committed (série télévisée) (voix)
- 2001 : Ticket for Love (On the Line) : Higgins
- 2001 : Sketch Pad (série télévisée) : Kids in the Hall
- 2002 : Run Ronnie Run (en) de Troy Miller : Network Executive #1
- 2002 : $windle : Michael Barnes
- 2002 : Kids in the Hall: Tour of Duty (vidéo) : Various
- 2002 : Stark Raving Mad : Roy
- 2002 : Fancy Dancing : Nat Porter
- 2003 : Grind : Tour Manager
- 2003 : My Boss's Daughter : Henderson
- 2004 : L'Employé du mois (Employee of the Month) : Eric
- 2004 : Ham & Cheese : Tom Brennemen
- 2004 :  Prom Queen (Prom Queen: The Marc Hall Story)  de John L'Ecuyer (TV) : Principal Warrick
- 2004 : Intern Academy : Dr. Denton Whiteside
- 2004 : Childstar : Philip Templeman
- 2005 : Testing Bob (TV) : Andy Savage
- 2005 : L'École fantastique (Sky High) de Mike Mitchell : Mr. Boy
- 2006 : Goose on the Loose : Voice of Randall the Goose
- 2007 : Postal : Oncle Dave
- 2008 : Brothers and Sisters (saison 3, épisode 8) : Paul
- 2008 : Stargate Atlantis (saison 5, épisode 16) : Malcolm Tunney
- 2010 : Mords-moi sans hésitation : Principal Smith
- 2010-2015 : Hot in Cleveland : Docteur Moore / Bob (18 épisodes)
- 2011 : Desperate Housewives saison 7 : Monroe Carter
- 2013 : The Middle (saison 4, épisode 11) : Docteur Fulton
- 2023 : Fargo (saison 5) : Danish Graves

### Comme scénariste
- 2002 : The True Meaning of Christmas Specials (TV)
- 1997 : The Wrong Guy
- 2002 : Kids in the Hall: Tour of Duty (vidéo)
- 2002 : The True Meaning of Christmas Specials (TV)

### Comme réalisateur
- 1988 : The Kids in the Hall (série télévisée)
- 2001 : Kids in the Hall: Same Guys, New Dresses

### Comme producteur
- 1997 : The Wrong Guy
- 2002 : The True Meaning of Christmas Specials (TV)

### Comme monteur
- 2002 : Kids in the Hall: Tour of Duty (vidéo)